# Lakhm
Els lakhm o Banu Lakhm foren una tribu àrab influent fins als inicis de l'islam, que va tenir com ancestre a Lakhm, germà de Djudham i d'Amila, al seu torn fundadors d'altres tribus, totes tres d'origen iemenita. Les tres tribus van estar sempre molt properes. A l'aparició de l'islam els djudhams havien absorbit als lakhms (de manera pacífica i mutu acord). Van participar en la conquesta de Síria ja com a djudhams encara que a vegades apareix la nisba al-lakhmí merament honorífica.
Vegeu: làkhmides